# Zápas na Letních olympijských hrách 1980 – muži, volný styl do 62 kg
Zápas ve volném stylu ve váhové kategorii do 62 kg probíhal na Letních olympijských hrách 1980 v Moskvě, v atletické hale CSKA Moskva. O medaile se utkalo celkem 13 zápasníků.

## Turnajové výsledky
Za prohru zápasníci získávají záporné body. 6 bodů vyřazuje zápasníka z dalších bojů. Poté, co zbývají poslední tři borci, utkají se tito ve finálovém kole o medaile.
Legenda
- TF — Lopatkové vítězství
- IN — Vítězství pro soupeřovo zranění
- DQ — Vítězství pro soupeřovu pasivitu
- D1 — Vítězství pro soupeřovu pasivitu, vítěz taktéž napomínán
- D2 — Oba zápasníci diskvalifikováni pro pasivitu
- FF — Kontumační vítězství
- DNA — Soupeř nenastoupil
- TPP — Trestné body celkem
- MPP — Trestné body za zápas

Sankce
- 0 - Lopatkové vítězství, technická převaha, pro pasivitu, zranění soupeře, nenastoupení
- 0,5 - Výhra na body, 8-11 bodů rozdíl
- 1 - Výhra na body, 1-7 bodů rozdíl
- 2 - Výhra pro pasivitu, vítěz taktéž napomínán
- 3 - Prohra na body, 1-7 body rozdíl
- 3,5 - Prohra na body, 8-11 bodů rozdílu
- 4 - Prohra lopatková, technickou převahu, pro pasivitu, zranění, nenastoupení

### Kolo 1
| TPP | MPP |                                | Score     |                         | MPP | TPP |
| --- | --- | ------------------------------ | --------- | ----------------------- | --- | --- |
| 0   | 0   | Magomet-Gasan Abušev (URS)     | TF / 3:33 | Augustine Atasie (NGR)  | 4   | 4   |
| 0   | 0   | Ölziibayaryn Nasanjargal (MGL) | DQ / 7:30 | Adnan Kudmani (SYR)     | 4   | 4   |
| 4   | 4   | Jan Szymański (POL)            | TF / 5:27 | Micho Dukov (BUL)       | 0   | 0   |
| 0   | 0   | Raúl Cascaret (CUB)            | TF / 4:57 | Zoltán Szalontai (HUN)  | 4   | 4   |
| 0   | 0   | Phi Huu Tinh (VIE)             | DQ / 7:52 | Victor Kede Manga (CMR) | 4   | 4   |
| 1   | 1   | Georgios Chatziioannidis (GRE) | 17 - 10   | Brian Aspen (GBR)       | 3   | 3   |
| 0   |     | Aurel Şuteu (ROU)              |           | Bye                     |     |     |

### Kolo 2
| TPP | MPP |                         | Score     |                                | MPP | TPP |
| --- | --- | ----------------------- | --------- | ------------------------------ | --- | --- |
| 4   | 4   | Aurel Şuteu (ROU)       | 2 - 15    | Magomet-Gasan Abušev (URS)     | 0   | 0   |
| 8   | 4   | Augustine Atasie (NGR)  | 1 - 16    | Ölziibayaryn Nasanjargal (MGL) | 0   | 0   |
| 8   | 4   | Adnan Kudmani (SYR)     | TF / 2:18 | Jan Szymański (POL)            | 0   | 4   |
| 1   | 1   | Micho Dukov (BUL)       | 8 - 8     | Raúl Cascaret (CUB)            | 3   | 3   |
| 4   | 0   | Zoltán Szalontai (HUN)  | TF / 4:24 | Phi Huu Tinh (VIE)             | 4   | 4   |
| 8   | 4   | Victor Kede Manga (CMR) | TF / 0:58 | Georgios Chatziioannidis (GRE) | 0   | 1   |
| 3   |     | Brian Aspen (GBR)       |           | Bye                            |     |     |

### Kolo 3
| TPP | MPP |                            | Score     |                                | MPP | TPP |
| --- | --- | -------------------------- | --------- | ------------------------------ | --- | --- |
| 6.5 | 3.5 | Brian Aspen (GBR)          | 4 - 15    | Aurel Şuteu (ROU)              | 0.5 | 4.5 |
| 1   | 1   | Magomet-Gasan Abušev (URS) | 8 - 4     | Ölziibayaryn Nasanjargal (MGL) | 3   | 3   |
| 8   | 4   | Jan Szymański (POL)        | TF / 8:58 | Raúl Cascaret (CUB)            | 0   | 3   |
| 1.5 | 0.5 | Micho Dukov (BUL)          | 16 - 8    | Zoltán Szalontai (HUN)         | 3.5 | 7.5 |
| 8   | 4   | Phi Huu Tinh (VIE)         | DQ / 5:06 | Georgios Chatziioannidis (GRE) | 0   | 1   |

### Kolo 4
| TPP | MPP |                            | Score  |                                | MPP | TPP |
| --- | --- | -------------------------- | ------ | ------------------------------ | --- | --- |
| 5.5 | 1   | Aurel Şuteu (ROU)          | 10 - 5 | Ölziibayaryn Nasanjargal (MGL) | 3   | 6   |
| 2   | 1   | Magomet-Gasan Abušev (URS) | 4 - 2  | Micho Dukov (BUL)              | 3   | 4.5 |
| 3   | 0   | Raúl Cascaret (CUB)        | 18 - 5 | Georgios Chatziioannidis (GRE) | 4   | 5   |

### Kolo 5
| TPP | MPP |                                | Score  |                     | MPP | TPP |
| --- | --- | ------------------------------ | ------ | ------------------- | --- | --- |
| 8.5 | 3   | Aurel Şuteu (ROU)              | 3 - 10 | Micho Dukov (BUL)   | 1   | 5.5 |
| 2.5 | 0.5 | Magomet-Gasan Abušev (URS)     | 9 - 1  | Raúl Cascaret (CUB) | 3.5 | 6.5 |
| 5   |     | Georgios Chatziioannidis (GRE) |        | Bye                 |     |     |

### Finále
Výsledky z předchozích kol se započítávají do finále (žlutě zvýrazněno).
| TPP | MPP |                                | Score     |                                | MPP | TPP |
| --- | --- | ------------------------------ | --------- | ------------------------------ | --- | --- |
|     | 1   | Magomet-Gasan Abušev (URS)     | 4 - 2     | Micho Dukov (BUL)              | 3   |     |
|     | 3.5 | Georgios Chatziioannidis (GRE) | 3 - 14    | Magomet-Gasan Abušev (URS)     | 0.5 | 1.5 |
| 3   | 0   | Micho Dukov (BUL)              | TF / 2:04 | Georgios Chatziioannidis (GRE) | 4   | 7.5 |

## Finálové pořadí
1. Magomet-Gasan Abušev (URS)
2. Micho Dukov (BUL)
3. Georgios Chatziioannidis (GRE)
4. Raúl Cascaret (CUB)
5. Aurel Şuteu (ROU)
6. Ölziibayaryn Nasanjargal (MGL)
7. Brian Aspen (GBR)
8. Zoltán Szalontai (HUN)